# Symposium sur les principes des systèmes d'exploitation
Le Symposium annuel sur les systèmes d'exploitation ( SOSP en anglais ), est une conférence qualifié de "grand messe" organisée par l'Association for Computing Machinery (ACM), qui est considérée dans la communauté des informaticiens comme faisant partie des conférences universitaires les plus prestigieuses consacrées aux  systèmes d'exploitation. ,,,
La conférence a eu lieu tous les deux ans jusqu'en 2023, organisée en alternance avec une autre conférence, celle sur la conception et la mise en œuvre des systèmes d'exploitation (OSDI). Par la suite, à partir de 2024, le SOSP a eu lieu désormais chaque année.
Au total, 29 conférences ont été organisées, dont sept en dehors des États-Unis.

## Histoire

### Première édition
La conférence inaugurale s'est tenue à Gatlinburg, dans le Tennessee, du 1er au 4 octobre 1967, à l'hôtel Mountain View.
Au cours de cette première édition, quinze présentations ont été effectuées, dont trois concernant les Réseaux de téléinformatique.
Larry Roberts a présenté son plan pour l'ARPANET, un réseau informatique de partage des ressources, qui, à ce moment-là, était basé sur la proposition de Wesley Clark pour un réseau de commutation de messages,,.
L'événement est organisé notamment par "l’un des pionniers du time-sharing au MIT" Jack Dennis du MIT a discuté des mérites d’un réseau de communication de données plus général.
La conférence "rassemble toute l’élite de la recherche informatique internationale", Larry Roberts y présentant son plan pour un réseau d’ordinateurs, qui "reçoit un accueil favorable, voire enthousiaste". Roger Scantelbury présente en détail le projet de réseau du NPL, "élaboré au même moment en Grande-Bretagne" et conseille notamment à Larry Roberts, qui entend parler pour la première fois des travaux de Paul Baran, d’utiliser des lignes à haute vitesse (de 50 Kbits), ce qui l'incite à lire le rapport de la RAND Corporation puis à rencontrer Paul Baran.
Côté Anglais, Roger Scantlebury, membre de l'équipe de Donald Davies du National Physical Laboratory du Royaume-Uni, a présenté ses recherches sur la commutation de paquets dans un futur réseau informatique à haut débit, qui sera lancé en 1969 comme le Réseau du NPL, et a fait référence aux travaux de Paul Baran,,. Lors de cette réunion fondatrice,,, Scantlebury a proposé la commutation de paquets pour une utilisation dans l'ARPANET et a persuadé Roberts que les aspects économiques étaient favorables à la commutation de messages,,,,. L'équipe ARPA a accueilli l'idée avec enthousiasme et Roberts l'a intégrée dans la conception d'ARPANET,,,.

### Première édition en dehors des États-Unis
La première conférence organisée en dehors des États-Unis a eu lieu à Saint-Malo, en France, en 1997. Les autres pays ayant accueilli la conférence sont le Canada, le Royaume-Uni, le Portugal, la Chine et l'Allemagne.

## Historique des symphosium
De 1967 à 2023, les conférences ont eu lieu tous les deux ans, la première conférence SOSP ayant eu lieu à Gatlinburg, dans le Tennessee. À partir de 2024, la conférence SOSP se tiendra chaque année.
| No | Year | Dates     | Location                           |
| 1  | 1967 | Oct 1-4   | Gatlinburg, TN USA                 |
| 2  | 1969 | Oct 20-22 | Princeton, NJ USA                  |
| 3  | 1971 | Oct 18-20 | Palo Alto, CA USA                  |
| 4  | 1973 | Oct 15-17 | Yorktown Heights, NY USA           |
| 5  | 1975 | Nov 19-21 | Austin, TX USA                     |
| 6  | 1977 | Nov 16-18 | West Lafayette, IN USA             |
| 7  | 1979 | Dec 10-12 | Pacific Grove, CA USA              |
| 8  | 1981 | Dec 14-16 | Pacific Grove, CA USA              |
| 9  | 1983 | Oct 10-13 | Bretton Woods, NH USA              |
| 10 | 1985 | Dec 1-4   | Orcas Island, WA USA               |
| 11 | 1987 | Nov 8-11  | Austin, TX USA                     |
| 12 | 1989 | Dec 3-6   | Litchfield Park, AZ USA            |
| 13 | 1991 | Oct 13-16 | Pacific Grove, CA USA              |
| 14 | 1993 | Dec 5-8   | Asheville, NC USA                  |
| 15 | 1995 | Dec 3-6   | Copper Mountain Resort, CO USA     |
| 16 | 1997 | Oct 5-8   | Saint-Malo, France                 |
| 17 | 1999 | Dec 12-15 | Kiawah Island Resort, SC USA       |
| 18 | 2001 | Oct 21-24 | Chateau Lake Louise, Banff, Canada |
| 19 | 2003 | Oct 19-22 | Bolton Landing, NY USA             |
| 20 | 2005 | Oct 23-26 | Brighton, UK                       |
| 21 | 2007 | Oct 14-17 | Stevenson, WA USA                  |
| 22 | 2009 | Oct 11-14 | Big Sky, MT USA                    |
| 23 | 2011 | Oct 23-26 | Cascais, Portugal                  |
| 24 | 2013 | Nov 3-6   | Farmington, PA USA                 |
| 25 | 2015 | Oct 4-7   | Monterey, CA USA                   |
| 26 | 2017 | Oct 28-31 | Shanghai, China                    |
| 27 | 2019 | Oct 27-30 | Huntsville, Ontario, Canada        |
| 28 | 2021 | Oct 25-28 | Virtual Event                      |
| 29 | 2023 | Oct 23-26 | Koblenz, Germany                   |
| 30 | 2024 | Nov 4-6   | Austin, TX USA                     |